# その瞬間
「その瞬間」は、日本のア・カペラ ヴォーカルグループ、SMOOTH ACEの3枚目のシングル。2000年6月24日に OUT OF TUNEからリリースされた。編曲者が違う2曲、オフコース「哀しいくらい」のカバー等4曲が収録されている。

## 収録曲
特記以外作詞：岡村玄　作曲：重住ひろこ　コーラス・アレンジ：SMOOTH ACE
1. その瞬間（Groove♯2）（編曲：岸利至）4:59
2. その瞬間（Groove♯1）（編曲：荒木晋）4:04
3. 哀しいくらい（作詞・作曲：小田和正　編曲：岸利至）4:40
4. tender

## パーソネル
重住ひろこ、岡村玄、平慎也、李眞姫（vo, cho）／土方隆行（g）／中西康晴（p）

## 品番
GHCD-019

## 配信
発売日：2010-9-15
※「IN THE GROOVE」というアルバムタイトルで「tender」以外の楽曲は配信されている写真家大木大輔とのコラボレーションのNEWアートワークでリイシュー。